# Livre de Malachie
Le Livre de Malachie est un livre de l'Ancien Testament.

## Présentation
Le Livre de Malachie est en réalité anonyme. En effet, malachie est un nom commun signifiant « l’envoyé », et il n'y a dans ce livre aucun renseignement sur son auteur. Les hypothèses qui permettent d'identifier cet anonyme à un personnage connu, notamment Esdras, sont fragiles.
On dispose d’indices permettant de proposer une datation. En effet, le culte fonctionne normalement et la destruction d’Édom paraît bien avancée, ce qui nous amène au début du Ve siècle av. J.-C. La situation du clergé semble très problématique du fait de la décadence et du relâchement, ce qui vise une époque assez éloignée de la ferveur des recommencements du culte en Israël. On se trouve dans le contexte des livres d'Esdras et de Néhémie (injustices sociales, mariages mixtes...), et l'on peut donc dater ce livre de quelques années avant l’intervention de Néhémie en -445, c'est-à-dire vers -460. Mais l’activité du prophète a probablement duré plusieurs années voire décennies, et les derniers oracles sont peut-être plus tardifs.
Selon la traduction de la Bible utilisée, le découpage effectué du livre de Malachie comportera 3 ou 4 chapitres. Là où le chapitre 3 se termine au verset 18 pour donner suite au chapitre 4 comportant six versets dans certaines traductions, d'autres poursuivent le chapitre 3 jusqu'au verset 24.
Par exemple dans la traduction de David Martin, le verset 1 de Malachie chapitre 4 sera trouvable à Malachie 3 verset 19 dans la version Segond 21 de la Société Biblique de Genève. Ces différences s'expliquent par le fait que le chapitrage et la versification de la majorité des Écritures Saintes ne sont pas d'origine biblique mais furent entrepris plusieurs siècles après Jésus-Christ.

## Résumé
Malachie insiste beaucoup sur les dysfonctionnements du culte et invite ses auditeurs à y remédier promptement : payer les dîmes, immoler des bêtes en bonne santé... Il dénonce les fraudes qui sont de vaines tentatives de tromper Dieu.
Le prophète considère que les Israélites qui épousent une païenne trahissent leurs ancêtres. Il s'inscrit dans la perspective des livres d'Esdras et de Néhémie.
Il blâme par ailleurs ceux qui répudient leur épouse (Ma 2:13-16) : « Mais si, l'ayant haïe, tu la répudies, dit le Seigneur Dieu d'Israël, l'impiété couvrira toutes tes pensées, dit le Seigneur tout-puissant ; c'est pourquoi garde cette parole en ton esprit : N'abandonne pas la femme de ta jeunesse » (Ma 2:16).
Enfin, il annonce la proche venue du jour du Seigneur, qui sera précédé par le retour du prophète Élie. Cette annonce de Malachie est évoquée dans le Nouveau Testament (par exemple: :11 Et ils lui posaient cette question : « Pourquoi les scribes disent-ils qu'Élie doit venir d'abord ? » 12 Il leur dit : « Oui, Élie doit venir d'abord et tout remettre en ordre. Et comment est-il écrit du Fils de l'homme qu'il doit beaucoup souffrir et être méprisé ? 13 Mais je vous le dis : Élie est bien déjà venu et ils l'ont traité à leur guise, comme il est écrit de lui. »)
Le livre ou la prophétie de Malachie semble suivre quatre grands thèmes : (1) Les péchés d'Israël : Ma 1:6—2:17 ; 3:8–9 ; (2) Les jugements qui s'abattront sur Israël à cause de sa désobéissance : Ma 1:14 ; 2:2–3, 12 ; 3:5 ; (3) Les promesses en cas d'obéissance : Ma 3:10–12, 16–18 ; 4:2–3 ; et (4) Les prophéties relatives à Israël : Ma 3:1–5, 4:1, 5–6.
Dans sa prophétie, Malachie parle d'un messager que l'on peut identifier à Jean le Baptiste (Ma 3:1 ; Mt 11:10) et de la seconde venue du Seigneur (Ma 4:5).